# Arne Arnmodsson
Arne Arnmodsson (958-1024) fue un poderoso caudillo vikingo de Onundfjord, lendmann de Austrått, Noruega. Hijo del jarl Arnmod Arnvidarsson, pertenecía a la dinastía Arnmødinge y era leal a Olaf II el Santo, con quien mantenía amistad. Participó junto a su padre en la batalla de Hjörungavágr.

## Herencia
Casó con Tora Torsteinsdatter (n. 965), hija de Thorstein Galge, y fue padre de siete varones y una hembra:
- Torberg Arnesson.
- Kalv Arnesson.
- Ragnhild Arnesdatter (n. 994), que casó con otro de los grandes caudillos del momento Hårek av Tjøtta.
- Amunde Arnesson (n. 996).
- Kolbjörn Arnesson (998-1030), murió en la batalla de Stiklestad.
- Arnbjorn Arnesson (n. 1000).
- Arne Arnesson (n. 1002), que casó con Gjertrud Erlingsdatter (n. 1006), hija de Erling Skjalgsson. Fruto de esa relación nacería Jon Arnesson.[4][5]
- Finn Arnesson, jarl de Halland.